# 東廠
東廠（とうしょう）は、中国の明代に置かれた特務機関。

## 概要
成祖永楽帝は、靖難の変によって甥である建文帝から政権を奪って北京に都を遷したが、かつて建文帝の側近である宦官たちを内通させて宮廷内の事情を探り出した経緯に鑑みて、永楽18年（1420年）に東安門の北に宦官を長とする東廠を設置した。
東廠の下部組織は、錦衣衛の諸官によって構成され、職務は政治的な陰謀の摘発を中心に、失火や落雷、市井の物価の報告まで含まれ、多岐に渡った。その権勢は朝廷での宦官の勢力の増長と共に高まり、特に天啓年間に魏忠賢がこの東廠を最大限に用いて朝廷の反対派を弾圧し、政治を壟断したことは有名である。